# Artème Vedel
Pour les articles homonymes, voir Vedel.
Artème Vedel (ukrainien : Артем Лук'янович Ведель) (né en 1767 à Kiev alors dans l'Empire russe, décédé le 14 juillet 1808 dans la même ville), est un compositeur, violoniste et chanteur ukrainienne,.

## Biographie
Ses parents Lukian et Hélène Vedelsky, étaient des bourgeois de Kiev. Sa famille habitait dans la banlieue de Kiev. 
Artem Vedel a utilisé une forme raccourcie de son nom de famille Vedelsky. Il a étudié la philosophie et la musique à l'Université nationale Académie Mohyla de Kiev. Déjà élève, il a commencé composer de la musique, était chef du chœur et de l'orchestre des étudiants, et jouait également comme violoniste.
En 1788, il est venu à Moscou, où il est devenu chef de l'ensemble de musique du gouverneur général Jeropkin, et il travaillait officiellement comme commis de bureau de la Chancellerie du Sénat. Après la mort de son patron, il est revenu à Kiev en 1794 et a pris la direction de la chapelle du général Levanidov. Il a été promu au grade de capitaine. Pendant ce temps, il a écrit de nombreuses compositions, notamment 6 concertos instrumentaux.
En 1796, Vedel a suivi le général Levanidov à Kharkiv. Là, il a créé un chœur et un nouvel orchestre. Il a également enseigné la musique vocale et instrumentale à l'université locale. Il a créé des œuvres de musique sacrée, comme «Seigneur, écoute ma voix».
Sur ordre du tsar Paul Ier, l'armée du général Levanidov a été dissoute en 1797. Vedel a été libéré du service militaire et a quitté Kharkiv.
En 1798, Vedel est revenu à Kiev et s'est installé dans la maison de ses parents. Il a renoncé à tous les emplois, a distribué tous ses biens. Il est devenu mystique et est entré au monastère de la Laure des Grottes de Kiev. Là il a composé uniquement des œuvres chorales religieuses. Il menait une vie ascétique et  était un exemple pour les frères sur le plan de l'humilité, de la patience et de l'intégrité.
À la fin du printemps de 1799, il a trouvé le livre Le service du saint Nil de Stolobna, sur les pages blanches duquel il aurait annoncé d'une manière symbolique dans une note manuscrite l'assassinat du tsar Paul Paul Ier. À cause de cette charge, le métropolite et archimandrite de Kiev a livré Vedel le 25 mai 1799 au commandant de la ville de Kiev.
Il manque des informations sûres sur le sort de Vedel par la suite. Le 10 juillet 1799, il a été transféré comme malade mental à la garde de son père. Le 1er août 1799, il a été envoyé dans un hôpital psychiatrique, où il a passé les huit années suivantes, jusqu'à sa mort. Il est mort à l'âge de 38 ans.
Les œuvres de Vedel sont restées largement à l'état de manuscrit. Malgré l'interdiction de les exécuter, elles ont cependant continué à être jouées. On connaît 80 compositions dont 31 chœurs, 6 trios de chambre, deux liturgies de saint Jean Chrysostome.

## Hommage
Un timbre ukrainien est édité à son nom.